# Länsväg 219
Länsväg 219 går mellan Vagnhärad och Nyköping. Den går i Södermanlands län och är 47 km lång. Den skyltas västerut först Studsvik och sedan Vagnhärad, ibland Södertälje. Österut skyltas den först Studsvik och sedan Nyköping.
Länsväg 219 utgör en del av den så kallade Utflyktsvägen mellan Södertälje och Norrköping.

## Anslutningar
- Länsväg 218 (i Vagnhärad)
- E4 (vid Sjösa och nära Nyköping)
- Järnvägen Nyköpingsbanan korsas via planskild korsning (utanför Vagnhärad).

## Historia
Länsväg 219 infördes 1985. Innan dess var detta vägar utan skyltade nummer. Väg 219 följer i stort sett vägar som fanns på 1940-talet men som har blivit upprustade.